# ZTR Zaporižžja
Lo ZTR Zaporižžja è una squadra di pallamano maschile ucraina, con sede a Zaporižžja.

## Palmarès

### Trofei nazionali
- Campionato dell'Ucraina: 15
1993, 1995, 1998, 1999, 2000, 2001, 2003, 2004, 2005, 2007, 2008, 2009, 2010, 2011.
- Coppa dell'Ucraina: 2
2001, 2011.

### Trofei internazionali
- IHF Cup: 1
1982-83.